# 222 Records
222 Records – amerykańska wytwórnia płytowa, założona w 2012 roku przez frontmana zespołu Maroon 5, Adama Levine’a.

## Historia

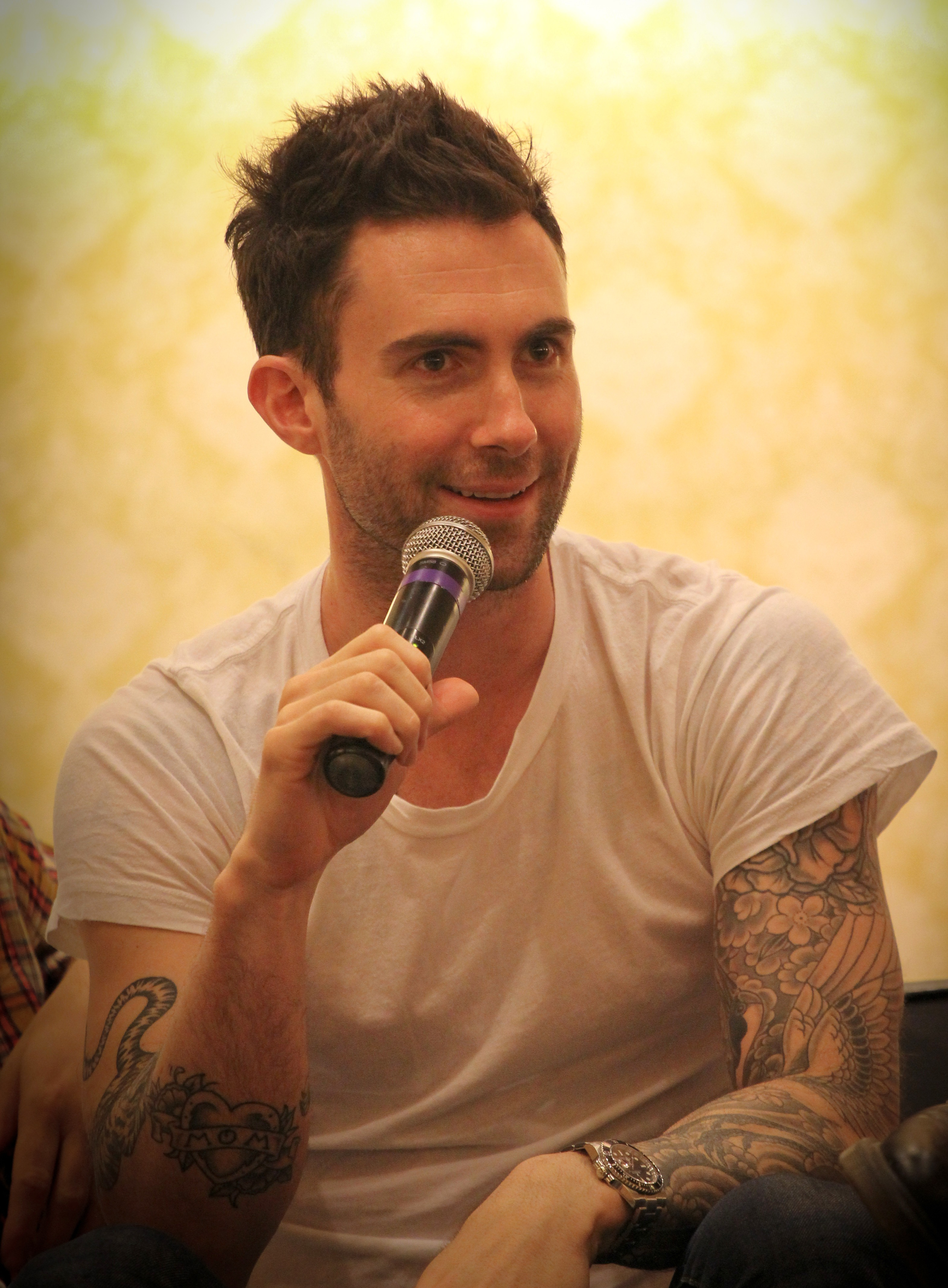
Adam Levine, założyciel 222 Records

9 lutego 2012 roku Adam Levine, frontman Maroon 5 otworzył własną wytwórnię płytową, 222 Records. „Założenie własnej wytwórni było moim długoletnim celem i jestem podekscytowany, że w końcu osiągnąłem ten punkt w karierze” – powiedział muzyk. Pierwszym artystą, który podpisał kontrakt z wytwórnią, był Matthew Morrison, najbardziej znany jako odtwórca postaci Willa Schuestera w serialu Glee. Morrison ze swej strony również wyraził zadowolenie zapowiadając współpracę z Levinem nad swoim drugim albumem studyjnym, którego wydanie zaplanowano na wiosnę. Album, zatytułowany Where It All Began, ukazał się jednak dopiero w czerwcu następnego roku.
W czerwcu 2014 roku 222 Records nawiązała współpracę dystrybucyjną z Interscope Records, która rozpoczęła się wraz z wydaniem ścieżki dźwiękowej do filmu Begin Again w reżyserii Johna Carneya. Film, w którym Levine po raz pierwszy wciela się w główną rolę, zawiera piosenki napisane wspólnie przez Gregga Alexandra, Danielle Brisebois, Glena Hansarda i innych, a wykonywane przez Levine’a, Cee Lo Green i Keirę Knightley.
Ścieżka dźwiękowa wydana została 1 lipca tego samego roku. Pierwszą piosenkarką, której album wydały wspólnie 222 i Interscope, była Rozzi Crane.
2 września (również w tym samym roku) 222 i Interscope wydały album Maroon 5, V. Album okazał się sukcesem komercyjnym zdobywając, między innymi, certyfikat potrójnej platynowej płyty, przyznany przez RIAA.
Sukces komercyjny odniosły również dwa kolejne albumy studyjne zespołu, wydane przez 222 i Interscope: Red Pill Blues (2017) i Jordi (2021), zdobywając odpowiednio certyfikat platynowej i złotej płyty RIAA.

## Artyści
Lista według Discogs:
- Adam Levine
- Maroon 5
- Matthew Morrison
- Polly A
- Rozzi Crane
- Tony Lucca